# トッド・キャントウェル
トッド・オーウェン・キャントウェル（Todd Owen Cantwell 、1998年2月27日 - ）は、イングランド・デレハム出身のプロサッカー選手。ブラックバーン・ローヴァーズFC所属。ポジションはミッドフィールダー。

## 経歴

### ノリッジ・シティ
ノースゲート高校に通学し、ノリッジ・シティFCの下部組織でプレーしていた。
2016-17シーズンにはプレミアリーグ2の年間最優秀選手に選出され、2018年1月のFAカップ3回戦再試合チェルシーFC戦に後半86分から途中出場し、プロデビューを果たした。同月に当時オランダ2部リーグ、エールステ・ディヴィジのフォルトゥナ・シッタートに期限付き移籍をした。
2018-19シーズンより再びトップチームに所属し、EFLチャンピオンシップ第8節のレディングFC戦に先発出場、リーグデビューを果たした。第20節のロザラム・ユナイテッドFC戦では、ノリッジのトップチームでの初ゴールを記録した。ノリッジはチャンピオンシップ優勝を果たし、3シーズンぶりのプレミアリーグ昇格に大きく貢献した。
2019-20シーズンには、プレミアリーグ第1節のリヴァプールFC戦に先発出場しプレミアリーグ初出場を果たすと、第3節のチェルシーFC戦ではプレミアリーグ初ゴールを記録した。最終的にリーグ戦37試合に出場し、6ゴール2アシストの活躍を見せるも、チームはリーグ最下位に沈み降格となった。
2020-21シーズンは、序盤は膝や股関節の怪我で出場時間は少なかったもののシーズン中盤から復帰。リーグ戦33試合に出場し、6ゴール7アシストの活躍でリーグ優勝、昇格に貢献した。
2021-22シーズンは、開幕から低調なパフォーマンスが続き出場機会が激減。最終的に、ノリッジでのリーグ戦出場はわずか8試合に終わった。2022年1月31日に、チャンピオンシップ所属のAFCボーンマスへのシーズン終了までの買い取りオプション付きローン移籍が発表された。ボーンマスではリーグ戦11試合に出場し、チームはリーグ2位でシーズンを終え昇格を果たした。
ボーンマスはシーズン終了時に、買取オプションを行使しなかった。そのため、キャントウェルはノリッジに復帰。ノリッジとは、2022-23シーズン終了までの1年間の契約延長に至った。

### レンジャーズ
2023年1月23日、スコティッシュ・プレミアシップ所属のレンジャーズFCへ長期契約での完全移籍が発表された。背番号は13。

### ブラックバーン・ローヴァーズ
2024年8月30日、ブラックバーン・ローヴァーズFCに3年契約で移籍した。

## タイトル
ノリッジ・シティ
- EFLチャンピオンシップ: 2018-19,[15] 2020-21

レンジャーズ
- スコティッシュリーグカップ: 2023-24